# The Chromatica Ball

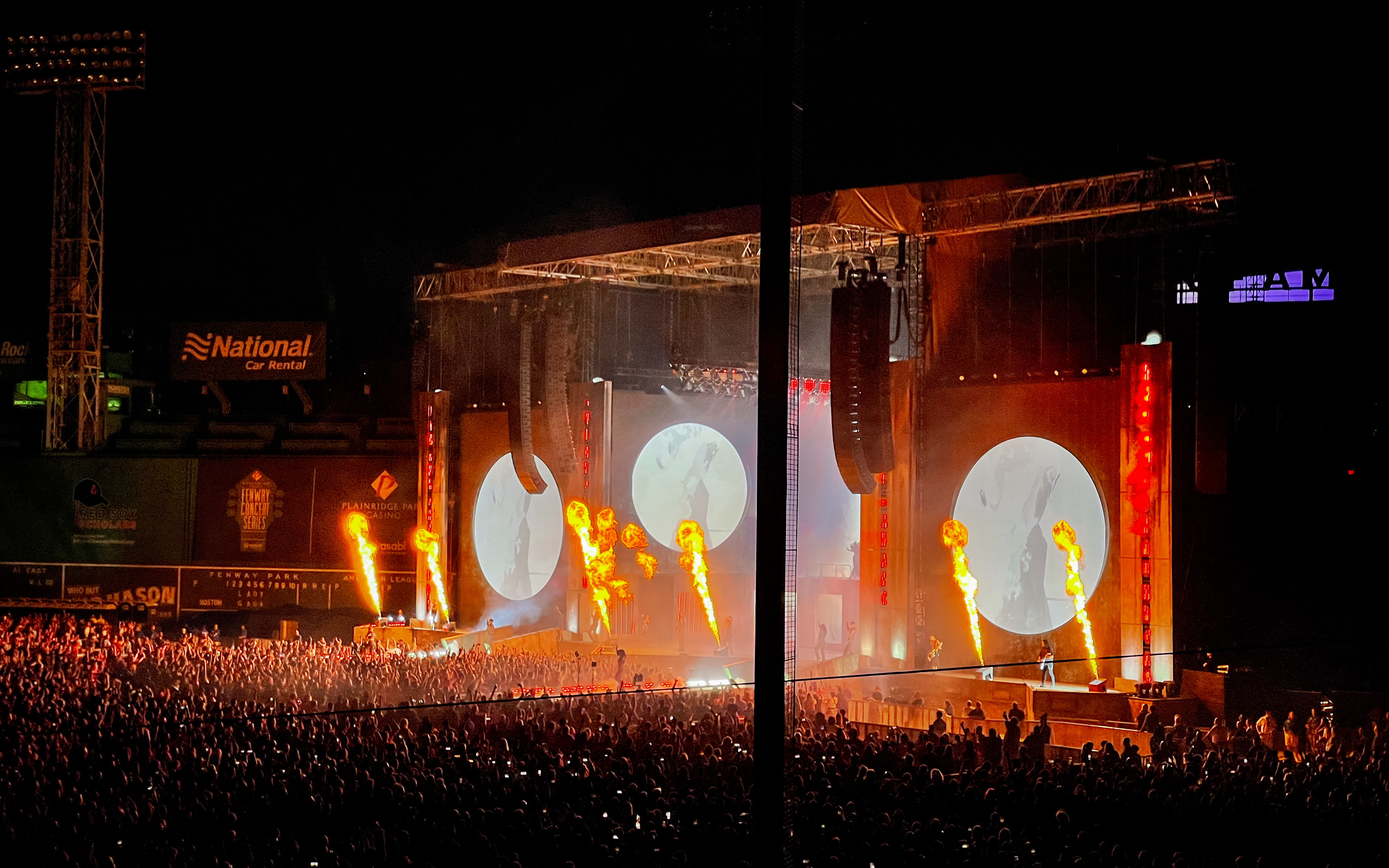
Visão lateral do palco da turnê, em Fenway Park, Boston, MA, enquanto Lady Gaga canta seu hit "Bad Romance"

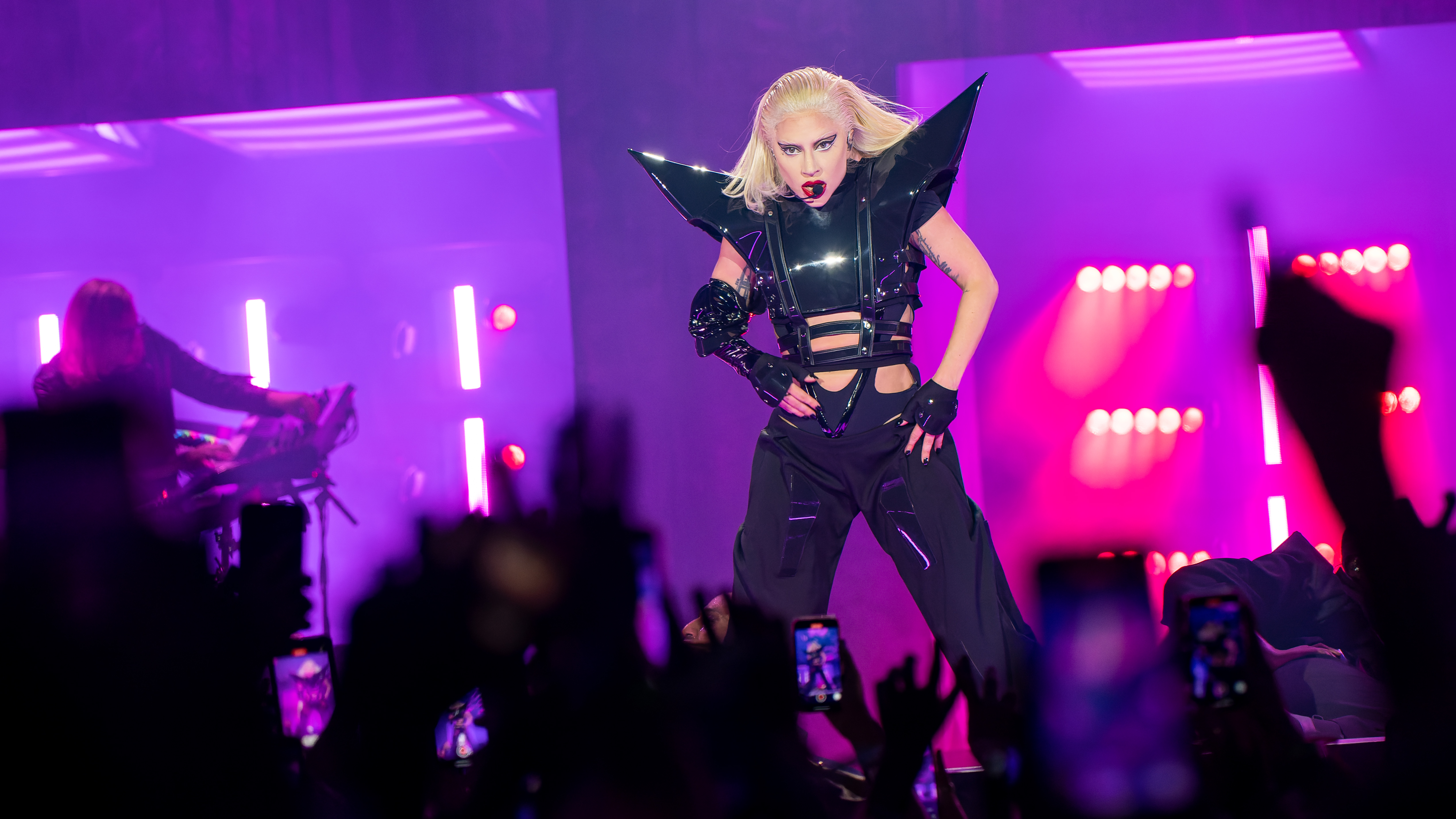
Lady Gaga performando "Sour Candy", sua colaboração com BLACKPINK

The Chromatica Ball foi a sexta turnê da cantora e compositora norte-americana Lady Gaga, em apoio ao seu sexto álbum de estúdio, Chromatica (2020). A turnê, exclusivamente em estádios, teve início em 17 de julho de 2022, em Düsseldorf, Alemanha, e terminou em 17 de setembro de 2022, em Miami Gardens, Estados Unidos.

## Antecedentes e desenvolvimento
A turnê foi originalmente anunciada nas mídias sociais de Gaga em 5 de março de 2020, como uma série de shows limitada, de seis datas, para o verão daquele ano, em apoio ao seu sexto álbum de estúdio, Chromatica (2020). O anúncio foi acompanhado por um gráfico de dupla face, de um lado um close extremo do rosto de Gaga, ostentando o 'símbolo Chromatica' em sua bochecha, quase toda coberta com uma peruca rosa longa e lisa. O outro lado do gráfico apresentava o itinerário limitado da turnê cercado por imagens do videoclipe e da campanha promocional de "Stupid Love", o primeiro single de Chromatica. Quando anunciada, a turnê estava programa para ser a primeira turnê do cantora a ocorrer apenas em estádios, com todas as datas marcadas em estádios multifuncionais, como o MetLife Stadium, em East Rutherford, Estados Unidos. Devido a preocupações de segurança com a pandemia de COVID-19, a turnê foi adiada pela primeira vez para o verão de 2021, antes de seu segundo adiamento, para o verão de 2022.
Novas datas, com locais adicionais na Europa e América do Norte, foram agendadas e anunciadas oficialmente em 7 de março de 2022, tornando a turnê limitada um evento de 15 datas anunciado como "The Chromatica Ball Summer Stadium Tour". Em 14 de abril de 2022, duas datas em Tokorozawa, Japão, foram anunciadas, marcando o primeiro show da cantora no Japão em oito anos. Três shows norte-americanos adicionais em Hershey, Houston, e Miami foram adicionados posteriormente, em 16 de maio, elevando o número total de shows da turnê para 20. Durante a turnê anterior de Gaga, a Joanne World Tour (2017–2018), a cantora foi forçada a cancelar a maioria do shows da parte europeia, devido a fortes dores causadas pela fibromialgia. Pouco antes do início da The Chromatica Ball, Gaga admitiu que "houve um tempo em que pensei que nunca mais subiria ao palco novamente", acrescentando que ela se sente "mais livre de dor do que já estive em anos".

## Produção

### Concepção
No dia da primeira data da turnê, Gaga postou um vídeo em sua conta no Instagram dando uma explicação por trás do show: "O palco foi inspirado na arquitetura brutalista, materiais, texturas, crueza, transparência. Um olhar realmente selvagem e duro para si mesmo, o que você passou. Eu queria contar uma história com abstração e arte, então o show celebra coisas que eu sempre amei como arte e moda e dança e música e tecnologia, poesia, e a maneira como todas essas coisas funcionam juntas." Ela também acrescentou que o show "documenta os muitos estágios e lados diferentes do luto e da energia extrema do luto que sinto que experimentei em minha vida".

### Figurinos
Ao longo do show, Gaga veste roupas de Gareth Pugh, Alexander McQueen, Christian Lacroix, Topo Studio NY, e Vex Latex. Durante a seção de baladas ao piano do show, a cantora usa um capacete que gerou descrições de jornalistas tais como "cosplay de insetos" e "um inseto muito glamouroso".
Christian Allaire, da revista Vogue, notou que Gaga omitiu seu visual rosa e cyberpunk do videoclipe de "Stupid Love" e, em vez disso, "reviveu seu famoso estilo 'Mother Monster', que favorece uma estética mais sombria e ousada". Ela chamou The Chromatica Ball de "um retorno glorioso ao vestuário esquisito", e comparou seus figurinos àqueles de suas turnês The Monster Ball Tour (2009-2011) e Born This Way Ball (2012-2013), que eram "sinistramente ficção científica, (mas de alta costura)."

## Desempenho comercial
Em 16 de junho de 2022, a revista Billboard relatou que a turnê ultrapassou US$ 80 milhões em vendas de ingressos em seus 20 shows. De acordo com Arthur Fogel, CEO da Divisão Global de Turnês da Live Nation, os shows em Londres, Paris, Boston, Tóquio, Toronto, Chicago, e Düsseldorf se esgotaram faltando mais de um mês para o início da turnê em julho. Fogel falou muito bem da resposta comercial às datas da turnê e promoção, acrescentando que sua única fonte de decepção é "que não temos mais tempo para adicionar mais shows". Ele citou que a agenda de Gaga, que inclui sua atual residência em Las Vegas, Lady Gaga Enigma + Jazz & Piano, simplesmente não permitiu que mais datas fossem acrescentadas à turnê.

## Recepção crítica

### Europa
Avaliando o primeiro show, Boris Pofalla, do canal alemão Welt, comparou-o a um show de rock, por causa das "mãos no ar, pulseiras piscando nos pulsos, vários guitarristas com instrumentos trapezoidais no palco, dançarinos girando e, impressionantemente, muitos lança-chamas." Ele terminou afirmando que o primeiro show foi o "retorno de um artista que pode ser chamada, com razão, de uma das maiores estrelas pop vivas, e talvez a última". Em uma crítica de cinco estrelas para o jornal britânico The Telegraph, Neil McCormick comentou que o show "claramente significou tanto para a artista quanto para o público, adicionando um impacto emocional real a um espetáculo pop absolutamente avassalador. É fantástico ter um talento tão imenso de volta ao lugar onde ela pertence." Lauren O'Neill, do jornal britânico i, também deu à turnê uma classificação de cinco estrelas. Ela chamou Gaga de "uma das melhores performers do mundo de se assistir ao vivo", além de elogiar a produção, a dança e o show, dizendo que "seguiu uma narrativa solta, com o setlist dividido em atos, o que pareceu nos levar de desde a entrada de Gaga no planeta Chromatica até seu surgimento como uma lutadora da liberdade disposta a lutar por seus valores de auto expressão e amor. Escrevendo para a Rolling Stone UK, Hannah Ewens deu ao show uma avaliação de 5 estrelas, elogiando Gaga como "uma das maiores artistas musicais vivas", e apontou a seção de piano como o destaque da noite. Michael Cragg, do The Guardian, descreveu o show como um "grande teatro", e classificou-o em 4 de 5 estrelas. Dando-lhe a nota máxima de 5 estrelas, Nick Levine, do site NME, chamou o show de "totalmente brilhante" e um "retorno emocionante e de alto conceito do melhor do pop".

### América do Norte
Escrevendo para a revista Consequence após a data de Toronto, Sarah Kurchak chamou o show de "evento pop de vertão imperdível", que "mistura momentos de triunfo, vulnerabilidade, celebração, desafio, mágoa".

## Repertório
O repertório é baseado no concerto de Estocolmo, na Suécia, em 21 de julho de 2022.
Prologue
- "Opening Film" (introdução em vídeo)
- "Bad Romance" (precedida por elementos de "Fugue no. 24 in B Minor” de Johann Sebastian Bach)
- "Just Dance"
- "Poker Face"

Act I
- "The Operation" (introdução em vídeo; contém elementos de "Babylon", "Enigma" e "Chromatica I")
- "Alice" (contém elementos de "Chromatica I")
- "Replay"
- "Monster"

Act II
- "Flowers" (introdução em video; contém elementos de "Enigma", "Babylon" e "Chromatica II")
- "911"
- "Sour Candy"
- "Telephone"
- "LoveGame" (contém elementos de "John Wayne)" e "Ain't Nuthin But a "G" Thang")

Act III
- "The Birth of Freedom" (introdução em vídeo; contém elementos de "Alice", "Chromatica III" e "Sine From Above")
- "Babylon"
- "Free Woman"
- "Born This Way"

Act IV
- "Tamara" (introdução em vídeo; contém elementos de "Venus")
- "Shallow"
- "Always Remember Us This Way"
- "The Edge of Glory"
- "1000 Doves"
- "Fun Tonight"
- "Enigma"

Finale
- "Sonnet" (introdução em vídeo; contém elementos de "Flaming June" de BT)
- "Stupid Love"
- "Rain on Me"

Encore
- "Hold My Hand"

 Notas 
- "1000 Doves" e "Fun Tonight" foram acrescentadas ao repertório a partir do show em Estocolmo, Suécia, em 21 de julho de 2022.[21]
- "The Edge of Glory" não foi cantada durante o show de Londres, Inglaterra, em 29 de julho de 2022.[19]
- Durante o show em Washington, D.C., nos Estados Unidos, Gaga dedicou "The Edge of Glory" aos afetados pela derrubada do caso Roe v. Wade.[22]
- Durante o show em East Rutherford, Nova Jérsei, EUA, Gaga dedicou "The Edge of Glory" a Bruce Springsteen e Clarence Clemons.[23]
- O último show da turnê, em Miami Gardens, Flórida, foi interrompido por quase duas horas após uma tempestade de relâmpagos durante a performance de "Angel Down". Uma segunda tempestade de relâmpagos fez com que Gaga voltasse ao palco para cancelar o restante do show definitivamente, visando manter a segurança dos presentes e de sua equipe e banda.

## Documentário
A apresentação da The Chromatica Ball de 10 de setembro de 2022, no Dodger Stadium, em Los Angeles, havia sido filmada para um projeto então desconhecido. Após o show, Gaga publicou no Twitter: "52.000 pessoas. Esgotado. 30 câmeras apontadas para você e um take." Em junho de 2023, a artista confirmou que estava trabalhando no documentário musical da turnê.
Em 8 de maio de 2024, o lançamento do filme foi divulgado pela HBO e pela artista em suas redes sociais, com direito a um trailer sobre a turnê. A obra será lançada em 25 de maio de 2024, no Max.

## Datas
| Data                   | Cidade           | País           | Local                     | Público        | Receita         |
| Europa                 | Europa           | Europa         | Europa                    | Europa         | Europa          |
| ---------------------- | ---------------- | -------------- | ------------------------- | -------------- | --------------- |
| 17 de julho de 2022    | Düsseldorf       | Alemanha       | Merkur Spiel-Arena        | 45,722 (100%)  | $4,027,543      |
| 21 de julho de 2022    | Estocolmo        | Suécia         | Friends Arena             | 34,934 (100%)  | $3,540,732      |
| 24 de julho de 2022    | Saint-Denis      | França         | Stade de France           | 78,866 (100%)  | $7,844,680      |
| 26 de julho de 2022    | Arnhem           | Países Baixos  | GelreDome                 | 30,267 (100%)  | $3,250,525      |
| 29 de julho de 2022    | Londres          | Reino Unido    | Tottenham Hotspur Stadium | 86,508 (100%)  | $9,638,047      |
| 30 de julho de 2022    | Londres          | Reino Unido    | Tottenham Hotspur Stadium | 86,508 (100%)  | $9,638,047      |
| América do Norte       |                  |                |                           |                |                 |
| 6 de agosto de 2022    | Toronto          | Canadá         | Rogers Centre             | 47,864 (100%)  | $5,080,623      |
| 8 de agosto de 2022    | Washington, D.C. | Estados Unidos | Nationals Park            | 35,920 (100%)  | $4,885,864      |
| 11 de agosto de 2022   | East Rutherford  | Estados Unidos | MetLife Stadium           | 53,155 (100%)  | $8,412,348      |
| 15 de agosto de 2022   | Chicago          | Estados Unidos | Wrigley Field             | 43,019 (100%   | $6,905,799      |
| 19 de agosto de 2022   | Boston           | Estados Unidos | Fenway Park               | 38,267 (100%)  | $5,704,636      |
| 23 de agosto de 2022   | Arlington        | Estados Unidos | Globe Life Field          | 38,056 (100%)  | $5,365,094      |
| 26 de agosto de 2022   | Cumberland       | Estados Unidos | Truist Park               | 36,140 (100%)  | $5,392,573      |
| 28 de agosto de 2022   | Hershey          | Estados Unidos | Hersheypark Stadium       | 30,678 (100%   | $4,277,892      |
| Ásia                   |                  |                |                           |                |                 |
| 3 de setembro de 2022  | Tóquio           | Japão          | Belluna Dome              | 33,353 (100%)  | $5,721,313      |
| 4 de setembro de 2022  | Tóquio           | Japão          | Belluna Dome              | 33,353 (100%)  | $5,721,313      |
| América do Norte       |                  |                |                           |                |                 |
| 8 de setembro de 2022  | São Francisco    | Estados Unidos | Oracle Park               | 38,275 (100%)  | $7,387,434      |
| 10 de setembro de 2022 | Los Angeles      | Estados Unidos | Dodger Stadium            | 51,344 (100%)  | $9,355,562      |
| 13 de setembro de 2022 | Houston          | Estados Unidos | Minute Maid Park          | 33,779 (100%)  | $4,004,039      |
| 17 de setembro de 2022 | Miami Gardens    | Estados Unidos | Hard Rock Stadium         | 44,298 (100%)  | $5,878,508      |
| Total                  | Total            | Total          | Total                     | 833,798 (100%) | US$ 112,394,525 |